# The National (album)
Pour les articles homonymes, voir The National.
Albums de The National
premier album Sad Songs for Dirty Lovers
(2003)
The National est le premier album du groupe américain de rock indépendant The National sorti en 2001.

## Titres
| No  | Titre               | Durée |
| --- | ------------------- | ----- |
| 1.  | Beautiful Head      | 3:08  |
| 2.  | Cold Girl Fever     | 4:06  |
| 3.  | The Perfect Song    | 3:15  |
| 4.  | American Mary       | 4:03  |
| 5.  | Son                 | 5:20  |
| 6.  | Pay For Me          | 3:23  |
| 7.  | Bitters & Absolut   | 4:00  |
| 8.  | John's Star         | 3:05  |
| 9.  | Watching You Well   | 3:02  |
| 10. | Theory of the Crows | 4:37  |
| 11. | 29 Years            | 2:50  |
| 12. | Anna Freud          | 3:09  |

## Accueil critique
Jason MacNeil, d'AllMusic, lui donne 4 étoiles sur 5. Jason Nickey, de Pitchfork, lui donne la note de 6,6/10.